# Fuller, Smith and Turner
Fuller, Smith and Turner, kurz Fuller’s, ist eine britische Pubkette mit Sitz im Londoner Stadtteil Chiswick. Fuller betrieb bis zum Verkauf an Asahi 2019 die Griffin-Brauerei. 2016 wurden rund 563.000 hl Bier und Cider gebraut.

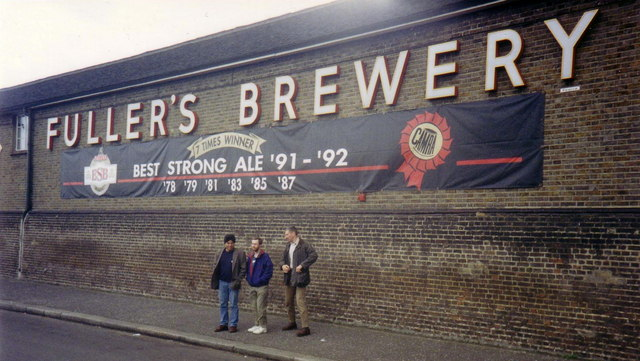
Fuller´s Griffin Brauerei

## Geschichte
Die Brauerei ging aus einer vor über 350 Jahren existierenden Brauerei hervor. 1845 stiegen in diese Brauerei die Geldgeber John Fuller, Henri Smith und John Turner ein und erweiterten die Brauerei zu einer Großbrauerei. 1909 wurde die Beehive-Brewery in Brentford und deren 34 Pubs übernommen. Die Übernahme der Gales Brewery war 2005 eine der größten Übernahmen der Unternehmensgeschichte. 2013 stieg Fullers mit der Übernahme von Cornish Orchards Limited in den Cider-Markt ein. Heute betreibt Fuller’s knapp 400 Pubs in Großbritannien. Im Februar 2018 übernahm Fuller´s die Dark Star Brewery in Partridge Green.
Im Januar 2019 kündigte Fuller´s an, sein Brauereigeschäft an den japanischen Asahi-Konzern zu verkaufen. Die Pub- und Hotelsparte soll bei Fuller´s verbleiben.

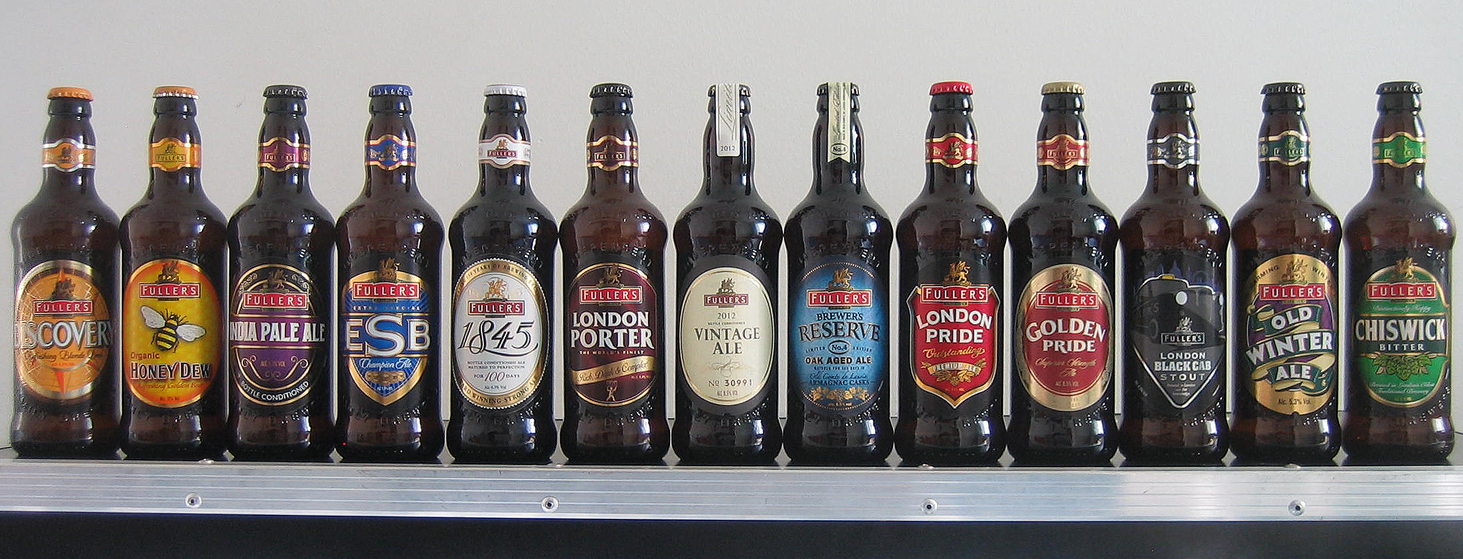
Fullers Biersorten

## Aktie
Seit 1996 wird die Aktie im regulierten Markt an der Londoner Börse gehandelt und ist in verschiedenen Börsenindizes der FTSE Group notiert.